# Gephyrellula violacea
Gephyrellula violacea is een spinnensoort in de taxonomische indeling van de renspinnen (Philodromidae).
Het dier behoort tot het geslacht Gephyrellula. De wetenschappelijke naam van de soort werd voor het eerst geldig gepubliceerd in 1918 door Cândido Firmino de Mello-Leitão.